# Drengen de kaldte Kylling
 Drengen de kaldte Kylling  er en tv serie på 5 afsnit fra 1997, der blev sendt i børnetime på DR i 1998 og siden Ramasjang. 
Serien handler om drengen lille Willy som bliver kaldet Kylling og hans far. Faren fortæller han har oplevet meget i sin ungdom i Amerika hvor han bl.a. var livredder, cowboy, spøgelsesjæger, agent og superkysseren, men endelig er det noget der er opstår i farens fantasi, og som også Kyllingen lever sig ind i.
Han forsøger at komme sin vand og pigeskræk til livs, ved at bl.a. at leve som en cowboy, men trods råd og vejledning fra hans far kommer han i stedet til at punkteret cykelslangen, og som ender ud i at både pigen og hendes mor bliver rasende. 
Men det ender til sidst med at Kylling bliver inviteret med over til saftevand og kage af hendes mor, mens faren må blive tilbage og se på.